# Mudèjar
Els mudèjars (de l'àrab mudayyan, que significa 'aquell a qui se li ha permès quedar-se') eren els musulmans que residien als territoris cristians de la península Ibèrica durant el procés de la conquesta que es dugué a terme durant l'edat mitjana.
A aquests musulmans, se'ls permeté continuar practicant la seua religió, utilitzar la seua llengua i mantenir els seus costums. Durant l'edat moderna, a partir de la Pragmàtica de conversió forçosa de 1502 a la Corona de Castella foren obligats a convertir-se al cristianisme, passant així a denominar-se moriscos i sent finalment expulsats el 1609.

## Els mudèjars al Regne de València
Després de la conquesta cristiana de València per Jaume I al segle xiii, una part important de la població musulmana va romandre al territori. S'estima que cap al 1270 hi havia al voltant de 100.000 mudèjars al Regne de València, enfront d'uns 30.000 cristians. Això indica una clara majoria de població mudèjar en els primers anys després de la conquesta. Als segles xiv i xv, la població mudèjar va continuar sent nombrosa, tot i les conversions al cristianisme i les tensions socials. No hi ha xifres exactes per a aquest període, però es creu que representaven una part significativa de la població total del regne, potser la meitat. A partir de la conversió forçosa de 1525-1526, els mudèjars van passar a ser considerats moriscos, és a dir, musulmans convertits al cristianisme, tot i que molts continuaven practicant la seva religió en secret. S'estima que hi havia més de 130.000 moriscos, aproximadament un terç de la població total.
Els mudèjars es concentraven principalment a les zones rurals, especialment a les comarques del sud, on l'agricultura de regadiu era més important. També hi havia comunitats mudèjars a les ciutats, tot i que en menor proporció. La societat mudèjar no era homogènia. Hi havia des de camperols i artesans humils, majoritaris, fins a propietaris de terres i comerciants amb cert poder econòmic. La seva condició social estava lligada a l'agricultura de regadiu, l'artesania (especialment la construcció, la ceràmica i els tèxtils) i, en menor mesura, el comerç. Les seves activitats representaven una part important de l'economia del regne. Vivien en comunitats amb les seves pròpies autoritats i institucions, com les aljames, que s'encarregaven d'administrar justícia, gestionar els béns comunals i mantenir l'ordre intern. Aquesta autonomia interna, però, va anar disminuint amb el temps.
La convivència entre mudèjars i cristians va ser complexa, amb períodes de relativa tolerància i altres de major tensió. Tot i que inicialment van gaudir de certa protecció reial i van mantenir les seves propietats i la seva religió, amb el temps van patir restriccions legals i pressions per convertir-se al cristianisme. Els mudèjars van mantenir la seva llengua, l'àrab, i les seves tradicions culturals, tot i que van anar adoptant alguns elements de la cultura cristiana. Aquesta interacció cultural va donar lloc a l'art mudèjar, un estil artístic únic que combina elements islàmics i cristians.
La situació dels mudèjars va ser inestable i van protagonitzar diverses revoltes al llarg del segle xiii, com les liderades per Al-Azraq. Aquestes revoltes van ser causades per la pressió fiscal, les violacions dels seus drets i la intolerància religiosa. A partir del segle xv, la pressió sobre els mudèjars es va intensificar, culminant amb la conversió forçosa al cristianisme. Després d'això, van passar a ser coneguts com a moriscos, i la seva situació va continuar sent precària fins a la seva expulsió definitiva el 1609.

## Art mudèjar

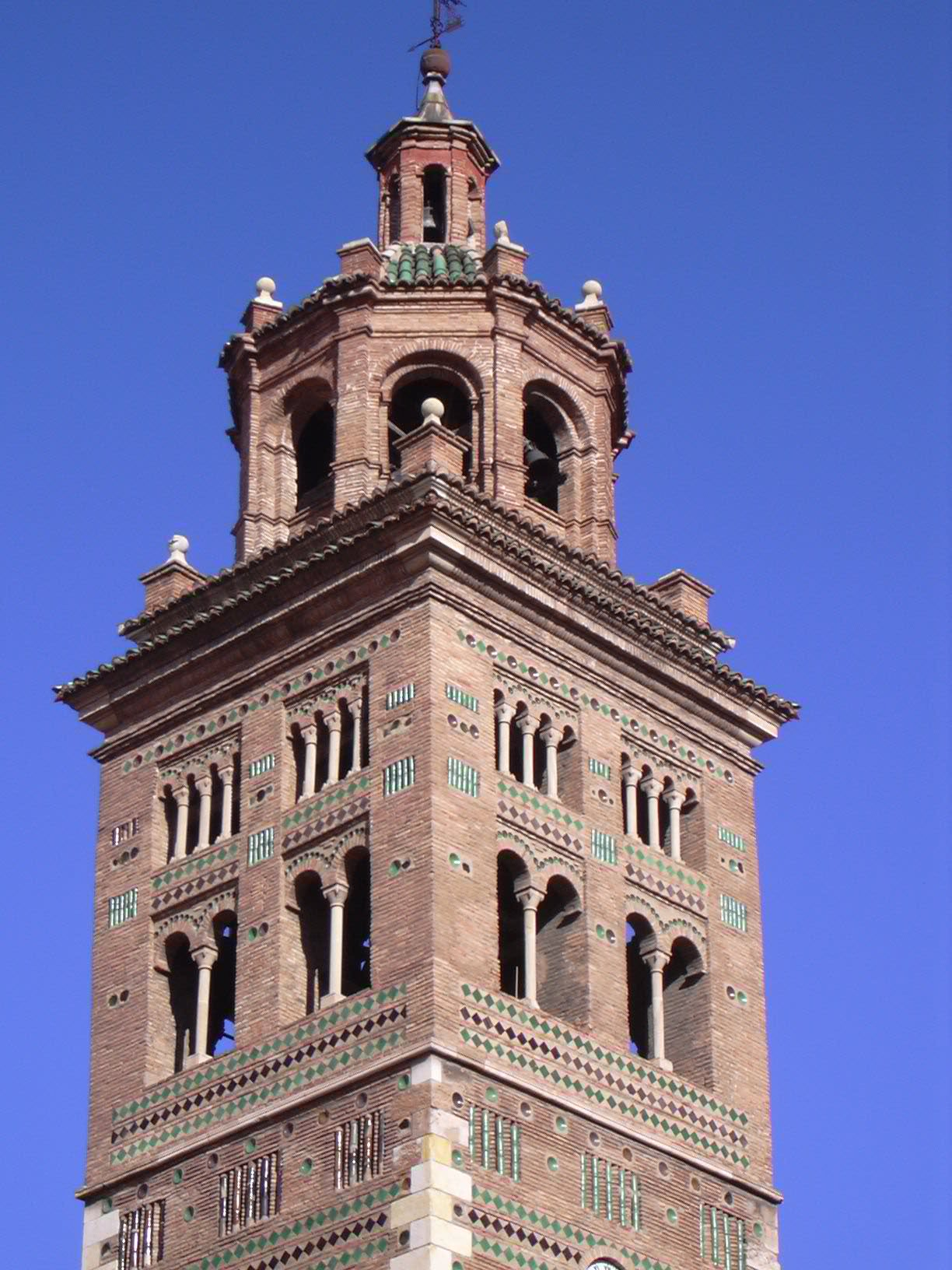
Terol: Torre de la Catedral, un dels deu monuments mudèjars d'Aragó que estan catalogats cóm a Patrimoni de la Humanitat.

L'art mudèjar és un estil cristià però que incorpora influències, elements o materials d'estil andalusí, i es tracta d'un fenomen autòcton i exclusivament hispànic. L'arquitectura mudèjar d'Aragó fou declarada Patrimoni de la Humanitat el 1986 i el 2001.
També existeix la filà o comparsa dels mudèjars en molts pobles que celebren festes de Moros i Cristians.